# Daniel Gracík
Daniel Gracík, född 15 oktober 2004, är en tjeckisk simmare.

## Karriär
Vid EM 2024 i Belgrad tog Gracík brons på 50 meter fjärilsim.